# تشارلز روش
تشارلز روش هو سياسي كندي، ولد في 1798، وتوفي في 2 يناير 1878. انتخب عضو مجلس نواب نوفا سكوتيا.